# Rotes Rathaus
Il Rotes Rathaus (letteralmente "municipio rosso", dal colore delle facciate rivestite in mattoni) è il municipio della città di Berlino. È la sede del sindaco e del governo della città-stato di Berlino. È posto sotto tutela monumentale (Denkmalschutz).
Sorge sulla Rathausstraße, nel quartiere di Mitte.

## Architettura
Il municipio fu costruito tra il 1861 e il 1869 da Hermann Friedrich Wäsemann nello stile Rinascimentale dell'Italia settentrionale, ispirandosi in particolare alle città di Ferrara e Bologna dove era fatto molto uso del cotto e dei mattoni rossi. L'architettura della torre ricorda la torre campanaria della cattedrale di Laon in Francia.
Fu costruito al di sopra di un'area medievale, da sempre sede del Municipio.
L'edificio è ornato da un fregio continuo, detto cronaca in pietra, aggiunto nel 1879. Questo fregio ritrae personaggi e scene della storia di Berlino e illustra l'evoluzione della città nell'economia e nella scienza. Le sculture ospitate nel cortile furono aggiunte nel 1958 e sono opera di Fritz Kremer, rappresentano il popolo berlinese impegnato nella ricostruzione della città.

## Storia
Durante la divisione della città il Rotes Rathaus era utilizzato solo come municipio di Berlino Est, mentre il municipio di Schöneberg ospitava il senato di Berlino Ovest. Nel 1990 l'amministrazione di Berlino unificata tornò al Rotes Rathaus a seguito della riunificazione della Germania e della città.
In previsione della realizzazione della nuova stazione metropolitana Rotes Rathaus, tra il 2009 e il 2011 è stata eseguita una campagna di scavi archeologici nell'area circostante, che ha permesso rinvenimento dei resti inaspettatamente ben conservati del municipio medievale di Berlino, del XIII secolo. Di conseguenza, il progetto della stazione è stato completamente rivisto, con la rinuncia agli ampi varchi d'ingresso, in modo da permettere la conservazione dei resti e possibilmente presentarli al pubblico da un affaccio con vetrata a guisa di "finestra archeologica". Per ragioni tecniche e finanziarie, i lavori per la realizzazione di questa finestra sono posticipati e al momento dell'inaugurazione gli scavi archeologici non saranno visibili al pubblico.